# Merikare
Merikare o Merykare fou un faraó de la dinastia IX. A la tomba d'un Khety que porta el títol de governador provincial, s'esmenta a Merikare i es parla de la seva lluita contra el sobirà de Tebes. Merykare vol dir "estimada és l'ànima de Ra". La seva tomba fou a Saqqara on va construir una piràmide. Es creu que fou fill de Khety III o Khety IV que li va escriure un testament conegut com "la instrucció de Merikare".